# Баррока
Баррока (порт. Barroca) — район (фрегезия) в Португалии, входит в округ Каштелу-Бранку. Является составной частью муниципалитета Фундан. По старому административному делению входил в провинцию Бейра-Байша. Входит в экономико-статистический субрегион Кова-да-Бейра, который входит в Центральный регион. Население составляет 714 человека на 2006 год. Занимает площадь 23,14 км².
Покровителем района считается Мартир-Сан-Себаштиан (порт. Martir São Sebastião).